# Letis securivitta
Letis securivitta är en fjärilsart som beskrevs av Walker 1867. Letis securivitta ingår i släktet Letis och familjen nattflyn. Inga underarter finns listade i Catalogue of Life.